# Flying Group
Flying Group (code AITA : ? ; code OACI : FYG) est une compagnie aérienne belge basée à l'aéroport d'Anvers, qui exerce principalement dans le domaine de l'aviation d'affaires.

## Histoire
En 2022, Flying Group commande cinquante VX4 (avions décollant verticalement) à Vertical, constructeur britannique.